# Глатцель, Роберт
Роберт Неста Глатцель (нем. Robert Nesta Glatzel; родился 8 января 1994 года, Мюнхен, Германия) — немецкий футболист, нападающий клуба «Гамбург».

## Карьера
Роберт Глатцель является воспитанником «Унтерхахинга» и «Мюнхен 1860». За «Унтерхахинг II» дебютировал в матче против «Бубаха». Всего за клуб сыграл 10 матчей.
1 июля 2012 года перешёл в «Мюнхен 1860 II». За клуб дебютировал в матче против «Айнтрахт Бамберг», где забил гол. Всего за клуб сыграл 8 матчей, где забил 3 мяча.
1 июля 2013 года перешёл в «Хаймштеттен». За клуб дебютировал в матче против «Райн 1896». Свой первый гол забил в ворота «Мемминген». Всего за клуб сыграл 4 матча, где забил гол.
31 августа 2013 года перешёл в «Ваккер Бургхаузен». За резервную команду дебютировал в матче против «Аффинга». За основную команду дебютировал в матче против «Кемницера». За «Ваккер Бургхаузен II» забил свой первый гол в ворота футбольного клуба «Ханкофен-Хайлинг». Со 2 апреля до конца сезона 2013/14 был отстранён от матчей Баварской футбольной лиги. Всего за клуб сыграл 15 матчей, где забил 3 мяча.
1 июля 2014 года вернулся в «Мюнхен 1860 II». За клуб дебютировал в матче против «Зелигенпортена», где забил гол. 27 октября сломал руку и выбыл на три недели. Всего за клуб сыграл 30 матчей, где забил 5 мячей.
1 июля 2015 года перешёл в «Кайзерслаутерн». За вторую команду клуба дебютировал в матче против «Ворматии». Свой первый гол забил в ворота «Шпильберга». В матче против «Неккарельца» оформил дубль. За «Кайзерслаутерн» дебютировал в матче против «Арминии». В матче против «Нёттингена» за резервную команду оформил хет-трик. Свой первый гол за «Кайзерслаутерн» забил в ворота футбольного клуба «Вюрцбургер Киккерс». В матче против «Динамо Дрезден» оформил дубль. Всего за клуб сыграл 65 матчей, где забил 31 мяч.
1 июля 2017 года перешёл в «Хайденхайм». За клуб дебютировал в матче против «Айнтрахт Брауншвейг». Свой первый гол забил в ворота «Дуйсбурга». В матче против «Яна» сделал 4 голевых действия: забил 2-й и 5-й гол «Хайденхайма», а также отдал две голевые передачи на Максимилиана Тиля. Из-за повреждений мышечного волокна и травмы подколенного сухожилия выбыл на 81 день. В матче против «Баварии» оформил хет-трик. Всего за клуб сыграл 61 матчей, где забил 24 мяча.
31 июля 2019 года за 6 миллионов евро перешёл в «Кардифф Сити». За клуб дебютировал в матче против футбольного клуба «Лутон Таун». Свой первый гол забил в ворота «Дерби Каунти». Из-за травмы подколенного сухожилия выбыл на 45 дней. 1 февраля 2021 года был отдан в аренду в «Майнц 05», за который он дебютировал в матче против «Униона». Свой первый гол забил в ворота «Байера». Всего за «Майнц» и «Кардифф Сити» сыграл 71 матч, где забил 13 мячей.
1 июля 2021 года за миллион евро перешёл в «Гамбург». За клуб дебютировал в матче против «Шальке 04», где забил гол. В матче против «Нюрнберга» оформил дубль. В матче против футбольного клуба «Дармштадт 98» оформил покер, причём этот покер — самый долгий в истории Второй Бундеслиги с 1981 года: на это ему потребовалось 84 минуты. Из-за проблем со спиной пропустил 6 дней.

## Достижения
- Лучший бомбардир кубка Германии: 2021/22